# Dragonana comata
Dragonana comata är en insektsart som beskrevs av Delong och Freytag 1964. Dragonana comata ingår i släktet Dragonana och familjen dvärgstritar. Inga underarter finns listade i Catalogue of Life.